# Coupe des Villes féminine de handball 1994-1995
Navigation
Coupe des Villes 1993-1994 Coupe des Villes 1995-1996
La coupe des Villes 1994-1995 est la 2e édition de la Coupe des Villes féminine de handball, compétition créée en 1993.

## Formule
Tous les tours se déroulent en matchs aller-retour, y compris la finale. 

## Tour préliminaire
| Équipe                   | Équipe                      |
| ------------------------ | --------------------------- |
| Öbau-Fetter Korneuburg   | Zil-Markez Bakou            |
| HC Juventus Melveren     | RK Graničar Đurđevac        |
| Kefalovrysos Kythreas    | Ikast FS                    |
| Vanyera Remudas          | Martve Tbilissi             |
| GE Véria                 | UMF Stjarnan                |
| Handball Salerno         | Estra Riga                  |
| Ula Varena               | "Vardar" Vatrostalna Skopje |
| MKS Montex Lublin        | União FC de Almeirim        |
| Rotor Volgograd          | RK Kocevje                  |
| ATV Bâle                 | Inter Bratislava            |
| Eyüboglu Koleji Istanbul | SC Galytchanka Lviv         |

| Date Aller      | Club                        | Aller   | Total   | Retour  | Club                     | Date Retour     |
| --------------- | --------------------------- | ------- | ------- | ------- | ------------------------ | --------------- |
| 8 octobre 1994  | Zil-Markez Bakou            | 13 - 30 | 28 - 58 | 15 - 28 | Rotor Volgograd          | 9 octobre 1994  |
| 8 octobre 1994  | Handball Salerno            | 16 - 22 | 37 - 57 | 21 - 35 | RK Graničar Đurđevac     | 9 octobre 1994  |
| 8 octobre 1994  | SC Galytchanka Lviv         | 38 - 22 | 72 - 38 | 34 - 16 | Ula Varena               | 9 octobre 1994  |
| 8 octobre 1994  | RK Kocevje                  | 28 - 19 | 50 - 35 | 22 - 16 | Estra Riga               | 9 octobre 1994  |
| 8 octobre 1994  | União FC de Almeirim        | 47 - 12 | 69 - 32 | 22 - 20 | Kefalovrysos Kythreas    | 16 octobre 1994 |
| 8 octobre 1994  | HC Juventus Melveren        | 18 - 33 | 32 - 73 | 14 - 40 | Ikast FS                 | 16 octobre 1994 |
| 9 octobre 1994  | Öbau-Fetter Korneuburg      | 20 - 32 | 36 - 63 | 16 - 31 | Eyüboglu Koleji Istanbul | 15 octobre 1994 |
| 10 octobre 1994 | Inter Bratislava            | 30 - 21 | 65 - 37 | 35 - 16 | Martve Tbilissi          | 12 octobre 1994 |
| 13 octobre 1994 | "Vardar" Vatrostalna Skopje | 24 - 16 | 47 - 39 | 23 - 23 | ATV Bâle                 | 15 octobre 1994 |
| 9 octobre 1994  | Vanyera Remudas             | 29 - 12 | 50 - 24 | 21 - 12 | GE Véria                 | 10 octobre 1994 |
| 15 octobre 1994 | MKS Montex Lublin           | 33 - 20 | 63 - 46 | 30 - 26 | UMF Stjarnan             | 16 octobre 1994 |

## Huitièmes de finale
| Équipe         |
| -------------- |
| CSL Dijon      |
| VfB Leipzig    |
| TV 05 Mainzlar |
| Vasas Budapest |
| Rapid Bucarest |

| Équipe               | Équipe                      |
| -------------------- | --------------------------- |
| RK Graničar Đurđevac | Ikast FS                    |
| Vanyera Remudas      | "Vardar" Vatrostalna Skopje |
| MKS Montex Lublin    | União FC de Almeirim        |
| Rotor Volgograd      | RK Kocevje                  |
| Inter Bratislava     | Eyüboglu Koleji Istanbul    |
| SC Galytchanka Lviv  | -                           |

| Date Aller       | Club                 | Aller   | Total   | Retour  | Club                        | Date Retour      |
| ---------------- | -------------------- | ------- | ------- | ------- | --------------------------- | ---------------- |
| 12 novembre 1994 | Ikast FS             | 32 - 15 | 61 - 38 | 29 - 23 | Eyüboglu Koleji Istanbul    | 19 novembre 1994 |
| 12 novembre 1994 | RK Graničar Đurđevac | 23 - 19 | 43 - 42 | 20 - 23 | Vanyera Remudas             | 20 novembre 1994 |
| 12 novembre 1994 | Rapid Bucarest       | 32 - 18 | 59 - 36 | 27 - 18 | União FC de Almeirim        | 20 novembre 1994 |
| 13 novembre 1994 | VfB Leipzig          | 27 - 21 | 52 - 44 | 25 - 23 | SC Galytchanka Lviv         | 14 novembre 1994 |
| 13 novembre 1994 | TV 05 Mainzlar       | 31 - 20 | 55 - 44 | 24 - 24 | "Vardar" Vatrostalna Skopje | 19 novembre 1994 |
| 13 novembre 1994 | Rotor Volgograd      | 31 - 20 | 53 - 42 | 14 - 40 | Inter Bratislava            | 20 novembre 1994 |
| 13 novembre 1994 | CSL Dijon            | 16 - 27 | 34 - 60 | 18 - 33 | MKS Montex Lublin           | 20 novembre 1994 |
| 19 novembre 1994 | Vasas Budapest       | 29 - 13 | 50 - 26 | 21 - 13 | RK Kocevje                  | 20 novembre 1994 |

## Phase finale

### Quarts de finale
| Date Aller      | Club           | Aller   | Total   | Retour  | Club                 | Date Retour     |
| --------------- | -------------- | ------- | ------- | ------- | -------------------- | --------------- |
| 21 janvier 1995 | Vasas Budapest | 24 - 14 | 45 - 33 | 21 - 19 | Rapid Bucarest       | 29 janvier 1995 |
| 22 janvier 1995 | TV 05 Mainzlar | 23 - 22 | 41 - 43 | 18 - 21 | RK Graničar Đurđevac | 28 janvier 1995 |
| 22 janvier 1995 | VfB Leipzig    | 21 - 18 | 37 - 43 | 16 - 25 | Rotor Volgograd      | 29 janvier 1995 |
| 22 janvier 1995 | Ikast FS       | 19 - 17 | 38 - 38 | 19 - 21 | MKS Montex Lublin    | 29 janvier 1995 |

### Demi-finales
| Date Aller   | Club                 | Aller   | Total   | Retour  | Club            | Date Retour  |
| ------------ | -------------------- | ------- | ------- | ------- | --------------- | ------------ |
| 18 mars 1995 | RK Graničar Đurđevac | 20 - 15 | 34 - 35 | 14 - 20 | Vasas Budapest  | 26 mars 1995 |
| 18 mars 1995 | Ikast FS             | 24 - 27 | 44 - 48 | 20 - 21 | Rotor Volgograd | 26 mars 1995 |

### Finale
| Date Aller    | Club            | Aller   | Total   | Retour  | Club           | Date Retour |
| ------------- | --------------- | ------- | ------- | ------- | -------------- | ----------- |
| 30 avril 1995 | Rotor Volgograd | 24 - 19 | 48 - 39 | 24 - 20 | Vasas Budapest | 6 mai 1995  |

## Les championnes d'Europe
| Championne d'Europe Coupe Challenge 1995 Rotor Volgograd 1er titre |